# 1 Zapasowy Batalion Piechoty SS Totenkopf
1 Zapasowy Batalion Piechoty SS Totenkopf  (niem. SS Totenkopf Infanterie Ersatz Bataillon 1) – batalion Waffen-SS utworzony 27 października 1939 w Radolfzell am Bodensee.
W pierwszych miesiącach 1942 roku batalion został przetransportowany do Warszawy. Miał 4 kompanie, które znajdowały się w „Staufer Kaserne” i „Praga Kaserne”. 
W kwietniu 1943 kiedy Wehrmacht i Waffen SS przeorganizował swoje jednostki piechoty na grenadierów pancernych, batalion został przemianowany na „3. Szkolno-Zapasowy Batalion Grenadierów Pancernych SS” (SS Panzer Grenadier Ausbildungs- und Ersatz-Bataillon 3). 
Konsekwencją niemieckich porażek na froncie wschodnim była ewakuacja batalionu na Poligon SS „Kurmark” (SS Truppenübungsplatz Kurmark) w Gubinie latem 1944. W lutym 1945 jednostka przeniesiona została do Ellwangen.
Zdecydowana większość ochotników służących w Waffen-SS była szkolona właśnie w „SS Totenkopf Infanterie Ersatz Bataillon 1” oraz późniejszym „SS Panzer Grenadier Ausbildungs- und Ersatz-Bataillon 3” w Warszawie, zanim zostali wysłani na front.